# Bactrocera dorsalis
Bactrocera dorsalis é uma espécie de mosca-da-fruta pertencente à família Tephritidae, originária do Sueste Asiático, mas já introduzida e naturalizada no Hawai'i, nas ilhas Marianas, no Tahiti e em algumas áreas dos Estados Unidos da América. A espécie é considerada como uma praga de grande importância económica, sendo uma das mais relevante no género Bactrocera. Polífaga, afecta uma grande variedade de hospedeiros, tanto entre as plantas cultivadas como silvestres, apenas sendo ultrapassada em danos pela B. papayae.

## Descrição
A espécie é similar em cor e no padrão das marcas escuras sobre o dorso e asas às espécies congéneres B. carambolae, B. papayae, B. occipitalis, B. philippinensis e B. invadens, com as quais é estreitamente aparentada.
Os machos da espécie respondem fortemente à presença de minutas concentrações de metil-eugenol, sendo atraídos para locais onde o composto exista. Esta resposta é utilizada para monitorizar a presença da espécie e para estimar a sua densidade populacional.
B. dorsalis é um importante polinizador das orquídeas silvestres das espécies Bulbophyllum cheiri e Bulbophyllum vinaceum, nativas do Sueste Asiático, as quais atraem estas moscas secretando metil-eugenol.